# Palazzo Barberio Toscano

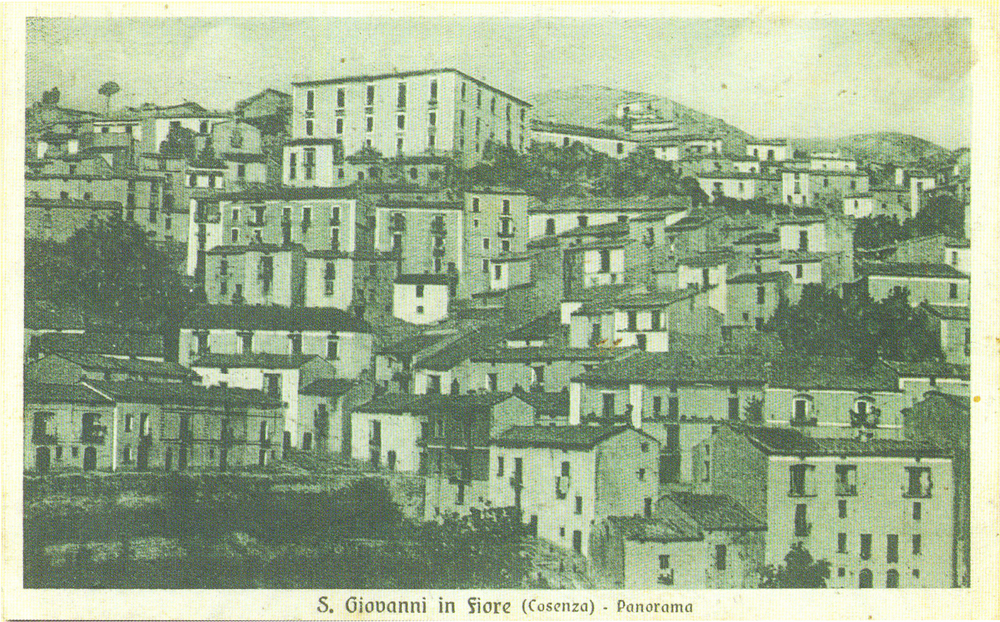
Palazzo Barberio Toscano in una cartolina degli anni Trenta

Palazzo Nicola Barberio Toscano (Palazzo "rò Barùne") è un edificio storico della città di San Giovanni in Fiore.

## Storia della famiglia Barberio Toscano
Originaria della Pre-sila cosentina, la famiglia Barberio giunse a San Giovanni in Fiore nel 1600. Il capostipite, Andrea, generò tre rami di discendenti, di cui uno solo uno di questi continuerà a vivere nel paese fino agli inizi del secolo scorso. 
Alla morte di Andrea Barberio, i figli ricevettero in eredità grandi patrimoni terrieri della Sila (Cagno, Ferolia, Macchia di Tuono su tutti) che arricchirono le fortune della famiglia. La famiglia che decise di stabilirsi definitivamente, occupò inizialmente l'antico rione "Catoja", e , grazie alla ricchezza accumulata, iniziò a farsi spazio nel ceto sociale ed amministrativo della città. La stirpe dei Barberio continuò a vivere a San Giovanni in Fiore sotto la guida di Salvatore, figlio di Andrea, che continuerà a seguire le orme del padre acquistando poderi, sia nella Sila, che nel Marchesato Crotonese. 
Alla morte di quest'ultimo, i possedimenti passarono al figlio Andrea (chiamato così in onore del nonno) che prese in sposa Laura Toscano, originaria di Rogliano, generando 5 figli, tra cui Nicola ultimo erede maschio. 
Nicola nel 1760 sposò Teresa Oliverio, discendente da nobile famiglia locale, dalla quale ricevette una consistente dote. Le ricchezze divenute ancor più consistenti grazie al matrimonio con Teresa, spinsero lo stesso Nicola a concedere alla famiglia il doppio cognome "Barberio Toscano" (il secondo era il cognome dalla madre), per poter dare maggiore rilievo aristocratico alla famiglia. Negli anni a seguire la famiglia consolidò la leadership politico/amministrativa nella cittadina florense. Morta la moglie Teresa Oliverio, Nicola prende sposa Rosa Cosentino, originaria di Celico, e nel 1774 fu nominato procuratore della camera badiale e revisore dei conti dell'affittuario.

## La costruzione del palazzo
Con le nuove generazioni che seguirono il capostipite Andrea, gli acquisti di nuove terre continuarono ad essere una prerogativa di tutta la famiglia, accrescendo negli anni il patrimonio che divenne sempre più imponente. Le ricchezze accumulate, convinsero Nicola a fare un grosso investimento, in grado di mettere in luce la notevole posizione sociale raggiunta dalla famiglia, non solo in ambito locale, ma anche e soprattutto regionale. Per dare maggior lustro e visibilità alla famiglia Barberio Toscano, Nicola fece innalzare un imponente palazzo sullo sperone roccioso al di sopra del quartiere popolare "Filippa", ad oriente del Convento dei Padri Cappuccini.
Il Palazzo, realizzato tra il 1735 e il 1740, divenne ben presto il marchio dei Barberio Toscano, proprio nel momento in cui iniziarono ad egemonizzare la vita amministrativa locale. L'Edificio divenne il simbolo atto a sottolineare questo ruolo, realizzato nella parte geograficamente dominate della cittadina. Nel 1780 a Nicola Barberio Toscano venne concessa l'amministrazione del comune di Savelli, mentre nel 1782 lo stesso Nicola venne proclamato "regio conduttore del feudo di Verzino", mentre alcuni anni più tardi, e precisamente nel 1801, acquistò il fondo "Zinga" potendo così fregiarsi del titolo di barone. Pochi anni dopo, però, e precisamente nel 1806, la feudalità venne abolita, così decadde anche il titolo baronale che Nicola aveva incessantemente rincorso. Morto nel 1818, lasciò tutti i suoi possedimenti al figlio Andrea, ma quest'ultimo non generando nessuna discendenza maschile, chiuse la dinastia dei Barberio Toscano a San Giovanni in Fiore, nel 1828, anno della sua morte.

## Il palazzo oggi
Dopo la fine della dinastia Barberio Toscano, il palazzo fu protagonista di profondi mutamenti. Verso la metà del XIX venne dato in affitto al comune, che lo utilizzò come scuola elementare. Negli anni successivi i discendenti rimasti, residenti lontano da San Giovanni in Fiore, decisero di frazionare e vendere il Palazzo, destrutturando la pianta e l'architettura originaria dell'edificio. La decisione, a suo tempo, venne alquanto criticata, poiché con i nuovi e tanti proprietari, il palazzo subì sia una frammentazione che profonde modifiche, soprattutto lungo le quattro facciate, con nuove aperture, spesso abusive, di finestre e balconi, in contrasto con la sintonia architettonica rinascimentale iniziale.

## Caratteristiche
Palazzo Nicola Barberio Toscano è una imponente costruzione quadrata, massiccia, rinascimentale, privo di particolari pregi architettonici, costruito secondo uno stile semplice e lineare, la cui conformazione plano-altimetrica lo contrappone con il Convento dei Padri Cappuccini, distante dal palazzo alcune decine di metri e più alto di circa 15 m. Le facciate lisce sono caratterizzate da numerose finestre e da pochi balconi, mentre al centro del palazzo si apre una corte dalla quale si accede ai piani alti tramite ampie scalinate in granito silano locale. Le numerose stanze furono anch'esse realizzate in modo semplice e per nulla pittoresco, evitando in questo modo affreschi e cornici ad impreziosire i locali (anche se la presenza in passato di alcuni affreschi è testimoniata dagli abitanti più anziani del paese). Alcune di queste stanze furono utilizzate come sede di incontri fra filo-borbonici.
Ciò che più impressiona del palazzo è lo stagliarsi, in alto, sopra tutto il centro storico, a mo' di castello, o di tipico edificio feudale. In perfetto contrasto con l'architettura minuta degli edifici popolari sottostanti, Palazzo Barberio Toscano era un chiaro segnale rivolto soprattutto alle altre famiglie signorili del paese, che, nonostante le grandi dimensioni dei loro palazzi per quell'epoca, in confronto del Barberio Toscano, apparivano modesti e semplici.

## Galleria d'immagini

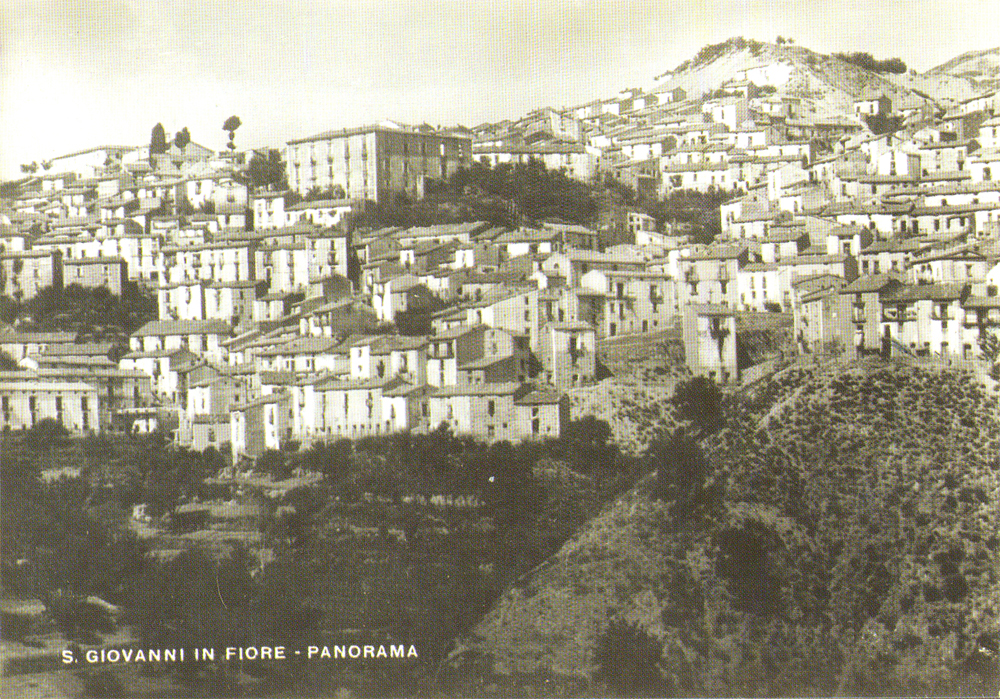
Palazzo Barberio Toscano in una cartolina degli anni Cinquanta
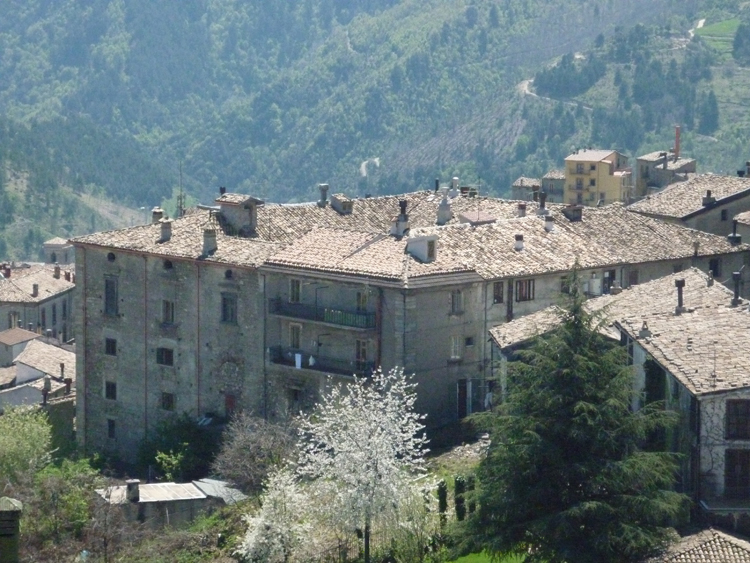
Palazzo Barberio Toscano visto da piazza Bainsizza
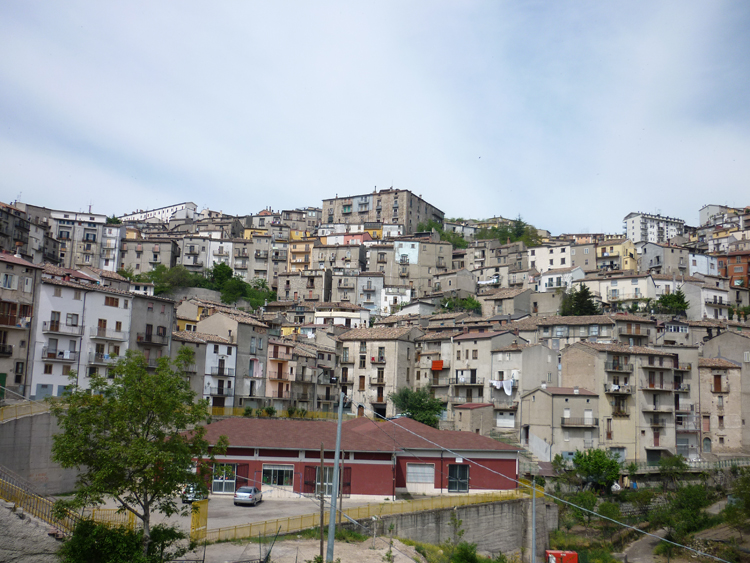
Palazzo Barberio Toscano e il quartiere "Filippa". In alto a sinistra si può vedere parte del Convento dei Padri Cappuccini